# Epipedocera guerryi
Epipedocera guerryi är en skalbaggsart som beskrevs av Maurice Pic 1903. Epipedocera guerryi ingår i släktet Epipedocera och familjen långhorningar. Inga underarter finns listade i Catalogue of Life.